# Verdensdel
Jordens landområder inddeles normalt kulturelt, historisk og geografisk i 7 verdensdele:
- Asien
- Afrika
- Nordamerika
- Sydamerika
- Antarktis
- Europa
- Oceanien

For nylig er Zealandia tilføjet (som et undersøisk kontinent); det er tidligere regnet som en del af Oceanien.
Afhængig af konvention kan antallet af kontinenter variere fra fem til otte, hvor den mest almindelige klassifikation som nævnt er syv kontinenter. Disse kontinenter er følgende opstillet i rækkefølge målt efter størrelse (fra største til mindste).
Nogle gange bliver Europa og Asien slået sammen til et Eurasien kontinent. Alternativt ses det, at Nordamerika og Sydamerika bliver grupperet som blot Amerika. Da Zealandia først for nylig er tilføjet af forskere som det ottende kontinent er det traditionelt blevet anset som værende en del af Oceanien.
|               |             |            |                 |                 |                 |          |           |
| 4 verdensdele | Amerika     | Amerika    | Afrika-Eurasien | Afrika-Eurasien | Afrika-Eurasien | Oceanien | Antarktis |
| 5 verdensdele | Amerika     | Amerika    | Eurasien        | Eurasien        | Afrika          | Oceanien | Antarktis |
| 5 verdensdele | Amerika     | Amerika    | Asien           | Europa          | Afrika          | Oceanien |           |
| 6 verdensdele | Amerika     | Amerika    | Asien           | Europa          | Afrika          | Oceanien | Antarktis |
| 7 verdensdele | Nordamerika | Sydamerika | Asien           | Europa          | Afrika          | Oceanien | Antarktis |
| *             | Nye Verden  | Nye Verden | Gamle Verden    | Gamle Verden    | Gamle Verden    |          |           |

| Samlet areal | Samlet areal |
| ------------ | ------------ |
| Verdensdel   | (km²)        |
| Asien        | 43 810 000   |
| Afrika       | 30 370 000   |
| Amerika      | 42 330 000   |
| Antarktis    | 13 720 000   |
| Europa       | 10 180 000   |
| Oceanien     | 9 010 000    |

| Samlet befolkning | Samlet befolkning | Samlet befolkning                |
| ----------------- | ----------------- | -------------------------------- |
| Verdensdel        | 2014 befolkning   | Procentdel af Jordens befolkning |
| Asien             | 4 511 192 991     | 60,3 %                           |
| Afrika            | 1 115 594 100     | 14,9 %                           |
| Amerika           | 1 040 000         | 13,9 %                           |
| Europa            | 780 192 000       | 10,4 %                           |
| Oceanien          | 38 889 988        | 0,52 %                           |
| Antarktis         | 4 490             | 0,00006 %                        |

## Kontinenternes dannelse
Professor Minik Thorleif Rosing

har sammen med amerikanske og franske kolleger fremsat en teori om at kontinenternes primære basismateriale granit, er dannet af gensmeltet forvitret basalt og fotosynteserende mikrobers affaldsstof ilt.